# William Cohen
William Sebastian Cohen (ur. 28 stycznia 1940) – amerykański polityk, działacz liberalnego skrzydła Partii Republikańskiej, który w latach 1979–1997 pełnił urząd senatora ze stanu Maine, a następnie (1997–2001) sekretarza obrony w administracji prezydenta, demokraty Billa Clintona.
Cohen był ponadto w latach 1973–1979 kongresmenem z 2. okręgu Maine.